# 我才不要和你做朋友呢
《我才不要和你做朋友呢》（英语：I Don't Want To Be Friends With You），是2020年播出的中国大陆网络剧，由田宇执导，陈昊宇、庄达菲、周彦辰、马思超、畢雯珺等主演。该剧於2019年10月18日在湖南举行开机仪式；2020年1月2日在哈尔滨正式杀青。於2020年5月19日在芒果TV首播。

## 播放平台
| 频道   | 所在地   | 播映日期      | 播出时间 | 备注 |
| 芒果TV | 中国大陆 | 2020年5月19日 |          |      |

## 剧情简介
从小与妈妈相依为命的高中生李进步（庄达菲饰）因为一场奇幻旅行（自2018年）回到了20年前（1999年<千禧年>），遇见高中時期的妈妈李青桐（陈昊宇饰），并成了好友。俩人因为时代，性格差异闹出种种笑话，也携手走过甜蜜与苦涩并存的青春时代。李进步了解到母亲隐忍、勇敢的一面，回到现实后，两人走出关系困境，也互相支撑着寻找各自人生的真谛 。
也由於未來的李進步的「1999年的亂入」影響，促讓各主角原本不同時空的進程與際遇，通通自此改變。

## 演員列表

### 主要演员
| 演員   | 角色            | 介紹 |
| 莊達菲 | 李進步 （大花） | 17歲的叛逆少女。 對生活的一切都感到厭煩，厭煩對自己17年不理不睬的爸爸、厭煩整天不在家去應酬的媽媽、甚至對自己男性化的土氣名字也感到厭惡。 意外跑到1999年的聖誕節前，假藉李青桐童年的發小「大花」名義溶入其世界，陪在媽媽（時年17歲）身邊，知道了媽媽的年輕故事以及自己的身世。亦間接提早促發媽媽（少年李青桐）與父不明（少年陳君何）的認識。 |
| 王思思 | 李青桐 （中年） | 李進步的媽媽。 個性不靠譜的單親媽媽，老是和別人借衣服參加李進步的家長會，希望能讓李進步在學校有面子，但總是弄巧成拙。為了孩子美好的未來，時時「孟母三遷」。 |
| 陳昊宇 | 李青桐 （少年） | 李進步的媽媽。 1999年，她是一位活潑開朗、天真無邪但極不靠譜的17歲女孩，學習成績差，曾偷偷暗戀同班學霸吳智勳。就讀於二年三班。為了發小李進步（花）美好的未來，時時代其喬事解決。 |
| 周彥辰 | 段霄            | 李青桐的同班同學。牡丹賓館老闆娘的兒子，並收留了剛來1999年的李進步。喜歡李進步。 |
| 馬思超 | 陳君何          | 1999年鐵原三中的校霸（壞孩子、大魔頭），就讀於三年一班（曾被校主任警告「再犯即退學」之限制）。 李進步初識其名，就嗆他為渣男，還順踢其一腳。後來喜歡上李青桐，默默守護她，還跟她考上同個大學。 2020年被李進步發現是媽媽離婚證上的名字，懷疑他就是17年來對自己不聞不問的爸爸。                                                                 |

### 其他演员
| 演員     | 角色       | 介紹 |
| 畢雯珺   | 吳智勳     | 鐵原三中模範生。就讀於二年三班。 李青桐的暗戀對象，為了輔導李青桐的課業而成為她的同桌。 後喜歡上李青桐，並成為男友。 |
| 郭欣禹   | 王小敏     | 李青桐、範水水的朋友。原就讀於二年二班，後申請轉調三班（與李進步同日入學報到）。                                     |
| 王漪淼   | 范水水     | 李青桐的同班同學、閨蜜。就讀於二年三班。                                                                             |
| 楊冬麒   | 吳迪寶     | 鐵原三中二年三班的班導師，對學生極為用心。                                                                           |
| 王錚     | 李五四     | 李青桐的爸爸，未來的李進步卻從未見過面的姥爺。李青桐自認為帥氣的爸爸。                                               |
| 宋雨霏   | 劉鳳霞     | 李青桐的媽媽，未來的李進步姥姥。                                                                                     |
| 韓欣芮   | 林雪薇     | 李青桐、範水水、段霄班上的班長。就讀於二年三班。 充滿嬌氣、自視甚高。                                                |
| 趙子淋   | 毛英健     | |
| 李昊霖   | 牛小火     | 陳君何的跟班之一。就讀於三年一班。                                                                                   |
| 叢日新   | 劉達達     | |
| 隋媛     | 張琬琬     | 李青桐、李進步的大學室友。                                                                                           |
| 高晴     | 何小水     | 李青桐、李進步的大學室友。                                                                                           |
| 彭子易   | 方盡寒     | 李青桐、李進步的大學學長、戲劇社社長                                                                                 |
| 姚明輝   | 蔣大帆     | 陳君何的大學室友，時常當他的愛情軍師。                                                                               |
| 楊曉丹   | 中年范水水 | 李青桐的閨蜜、同學，未來的李進步之乾媽。                                                                             |
| 趙婉鷺山 | 牡丹姐     | 段霄的媽媽，經營著牡丹賓館。                                                                                         |
| 王嘉岩   | 白玲爾     | |
| 寧小花   | 陳健康     | 陳君何的二叔,開澡堂，發行總監                                                                                        |
| 程小猫   | 椰子       | 澡堂員工，編劇 |
| 李崇碩   | 神秘大叔   | 糖葫蘆大叔、是將李進步推送至過往年代的角色。                                                                         |
| 程耀輝   | 段鵬飛     | |
| 谷萍     | 王老師     | |

## 电视原声专辑
| 曲序 | 曲目                             |                      | 作曲        | 演唱                        |
| ---- | -------------------------------- | -------------------- | ----------- | --------------------------- |
| 1.   | 《不一樣》（片頭主题曲）         | 孟令楠 莊達菲 叢日新 | 田園芳雄    | 陳昊宇 莊達菲 周彥辰 郭欣禹 |
| 2.   | 《你的男友》（戀爱主题曲）       | 鄭楠 孟令楠          | 文殊坪 徐正 | 周彥辰                      |
| 3.   | 《空白》（守候主题曲）           | 孟令楠 晗禕          | 脫景麟      | 馬思超                      |
| 4.   | 《難解的題》（選擇主题曲）       | 劉恩汛               | 趙貝爾      | 陳昊宇                      |
| 5.   | 《六七月》（暗戀主题曲）         | 劉恩汛               | 趙貝爾      | 趙貝爾                      |
| 6.   | 《回到過去擁抱你》（回憶主题曲） | 趙貝爾 周康浩楠      | 趙貝爾      | 趙貝爾                      |
| 7.   | 《我們的1999》（彩蛋主题曲）     | 莊達菲               | 莊達菲      | 莊達菲                      |
| 8.   | 《但凡》（離別插曲）             | 烏糟獸 孟令楠        | 烏糟獸      | 周康浩楠                    |

## 外部連結
- 我才不要和你做朋友呢 (2020)豆瓣電影
- 我才不要和你做朋友呢 (2020)微博官網